# Installationsattest
Installationsattest nennt man in Deutschland und Österreich einen von Errichterfirmen von Gefahrenmeldeanlagen ausgefüllten Vordruck.
Das Installationsattest dokumentiert die technische Abnahme der Anlage als Gegenstand eines Werkvertrags.
Es weist außerdem nach, dass der Betreiber in seiner Eigenschaft als Versicherungsnehmer mit der Installation einer Alarmanlage seine in den Versicherungsbedingungen niedergelegte Obliegenheit zur Schadensminderung vor Eintritt des Versicherungsfalls erfüllt hat.
In der Schweiz ist das Installationsattest Voraussetzung für die Genehmigung einer wärmetechnischen Anlage.

## Deutschland
Im Installationsattest wird die errichtete Gefahrenmeldeanlage beschrieben und vom Errichter attestiert, dass die Anlage mit geeigneten Geräten den Richtlinien des Verband der Sachversicherer (VdS) entsprechend geplant und errichtet worden ist. Das Installationsattest hat für den Betreiber und Versicherungsnehmer im Schadensfall Beweisfunktion gegenüber seiner Versicherung über die ordnungsgemäße Errichtung einer Alarmanlage als Voraussetzung für die vertragliche Leistungspflicht des Versicherers.

## Österreich
Die Anfang 2010 herausgegebene OVE-Richtlinie R2:2010-01-01 legt den Stand der Technik für Alarmanlagen fest und bildet die Basis für Planung, Errichtung, Betrieb und Instandhaltung von Einbruch- und Überfallmeldeanlagen in ganz Österreich. Mit Fertigstellung einer Einbruchmeldeanlage ist das OVE R2-Installationsattest vom jeweiligen Errichter auszufüllen. Das Original des Installationsattests bleibt beim Betreiber. Je eine Kopie erhalten der Versicherer und der Errichter. Das Installationsattest dokumentiert die Werksabnahme und dient dem Betreiber der Anlage in seiner Eigenschaft als Versicherungsnehmer als Beweis gegenüber dem Versicherer.

## Schweiz
Die Erstellung, der Umbau und der Betrieb von wärmetechnischen Anlagen sind aus Gründen des Brandschutzes genehmigungsbedürftig. Mit den erforderlichen Antragsunterlagen ist beim jeweiligen Bauamt auch das Installationsattest einzureichen, mit dem bestätigt wird, dass die Anlage den geltenden Brandschutzvorschriften entspricht und nach den Herstellerangaben errichtet wurde.